# 3357 Tolstikov
3357 Tolstikov este un asteroid din centura principală, descoperit pe 21 martie 1984, de Antonín Mrkos.